# Platyceridion
Platyceridion är ett släkte av tvåvingar. Platyceridion ingår i familjen platthornsmyggor.
Kladogram enligt Catalogue of Life:
| Platyceridion | \| \| Platyceridion edax \| \| \| \| \| \| Platyceridion talaroceroides \| \| \| \| |
|               | \| \| Platyceridion edax \| \| \| \| \| \| Platyceridion talaroceroides \| \| \| \| |
|               | Platyceridion edax                                                                  |
|               |                                                                                     |
|               | Platyceridion talaroceroides                                                        |
|               |                                                                                     |